# Natallja Tsylinskaja
Natallja Tsylinskaja (belarusiska: Наталля Цылінская), född den 30 augusti 1975 i Minsk i Sovjetunionen, är en belarusisk tävlingscyklist som tog brons i tempoloppet vid olympiska sommarspelen 2004 i Aten.